# Welcome to the Club (Long John Baldry)
Welcome to the Club è l'ottavo album del cantante blues britannico Long John Baldry, pubblicato nel 1977 dall'etichetta discografica Casablanca Records.

## Tracce
1. The Boy's in Love Again
2. Abusive Treatment
3. What You Never Had to Love
4. I Keep Forgetting
5. I'll See You Again
6. Enter
7. Easy Evil
8. Had Enough
9. Ain't No Love in the Heart of the City
10. Resign Yourself
11. Beautiful to Handle